# سعيد النجار
سعيد النجار (21 تموز 2004 - ) لاعب المنتخب الأردني للكاراتيه، بدأ ممارسة رياضة الكراتيه في سن الرابعة من عمره حيث تدرب تحت قيادة والده في مركز شادي النجار وإنضم إلى صفوف المنتخب الأردني للناشئين عام 2017.

## إنجازاته
نال النجار الميدالية الذهبية ضمن منافسات وزن تحت 52 كغم في بطولة العالم للناشئين والشباب وتحت 21 عاماً والتي استضافتها العاصمة التشيلية سانتياغو عام 2019.
واستهل النجار مشواره في بطولة العالم من دور الـ 32 بالفوز على المصنف الأول على العالم وبطل أوروبا آنذاك الروسي أخمدوف بنتيجة 1 - 0.
وفي الدور ثمن النهائي نجح «النجار»في تجاوز عقبة البولندي ألكسندر ليهزمه بنتيجة 1 - 0 وفاز في الدور ربع النهائي على التركي عبد الصمد بنتيجة 1 - 0.
وأكمل النجار سلسلة انتصاراته وفاز في الدور نصف النهائي على المقدوني كوستوف بوجان ، بالأفضلية بعد نهاية النزال بينهما بالتعادل 0 - 0.
وفي النهائي تمكن النجار من التفوق على الألماني أزمير محمد المصنف الثاني على العالم آنذاك وفاز عليه بالأفضلية بعد التعادل 0 - 0.
كما حقق النجار الميدالية الفضية في بطولة آسيا للناشئين بماليزيا عام 2019  ونال الميدالية الذهبية في بطولة الدوري العالمي للشباب (جولة قبرص عام 2019) وأيضاً فاز بميدالية فضية في بطولة الدوري العالمي للشباب (جولة كرواتيا عام 2019).